# Defekte donationer
Defekte donationer er en dansk dokumentarfilm fra 2016 instrueret af Simon Philip Sundgaard og Rasmus Malik Thaarup Høegh.

## Handling
Vesten donerer hvert år for millioner af kroner gammelt og brugt hospitalsudstyr til udviklingslande. Meget af det er dog det rene skrald, som bliver en byrde for modtageren. 'Defekte Donationer' er historien om tre nepalesere, der kæmper for holde liv i lokalbefolkningen i Nepal.
Yam er læge og laver alt fra kejsersnit til brækkede arme. Tuk er hospitalsdirektøren, der selv kommer fra en meget fattig baggrund og hvis mål i livet det er at gøre sundhedspleje tilgængeligt for de fattigste.
Laxman er den unge ingeniør. der forsøger at holde liv i hospitalets udstyr og få liv i det donerede udstyr, der aldrig har virket.
De lokale hospitaler mangler helt basale værktøjer for at kunne helbrede døende patienter, og det er derfor Danmark bruger mange millioner på at donere udstyr. Det hjælper dog intet, når vi klapper os selv på skulderen over at donere 300 kørestole til et landsbyhospital, der skal bruge 2.
Historien tager udgangspunkt i et lokalt nepalesisk hospital, hvor de tre arbejder hårdt hver dag, for at nå at fikse det udstyr der skal bruges her og nu for at redde patienters liv.

## Medvirkende
- Tuk Bahadur Shreemal
- Laxman Bhusal
- Dr. Yam Thapa Bhujel Magar